# Вроцлавський повіт
Вроцлавський повіт (пол. powiat wrocławski) — один з 26 земських повітів Нижньосілезького воєводства Польщі.
Утворений 1 січня 1999 року в результаті адміністративної реформи.

## Загальні дані
Повіт знаходиться у східно-центральній частині воєводства.
Адміністративний центр — місто Вроцлав (не входить до складу повіту).
Станом на 1.01.2008 населення становить 106 080 осіб, площа 1117,69 км².
На терени повіту були депортовані 517 українців з українських етнічних територій у 1947 році (т. з. акція «Вісла»).

## Демографія
Демографічні дані повіту станом на 30.06.2005:
|       | Всього  | Всього | Жінки  | Жінки | Чоловіки | Чоловіки |
| ----- | ------- | ------ | ------ | ----- | -------- | -------- |
|       | осіб    | %      | осіб   | %     | осіб     | %        |
| Повіт | 100 164 | 100    | 50 909 | 50,8  | 49 255   | 49,2     |
| Міста | 16 021  | 100    | 8327   | 52    | 7694     | 48       |
| Села  | 84 143  | 100    | 42 582 | 50,6  | 41 561   | 49,4     |